# Stylurus placidus
Stylurus placidus är en trollsländeart som beskrevs av Liu och Chao 1990. Stylurus placidus ingår i släktet Stylurus och familjen flodtrollsländor. Inga underarter finns listade i Catalogue of Life.